# Schoettella subcorta
Schoettella subcorta är en urinsektsart som beskrevs av John Tenison Salmon 1941. Schoettella subcorta ingår i släktet Schoettella och familjen Hypogastruridae. Inga underarter finns listade i Catalogue of Life.